# Ръжда
Ръждата е корозионен продукт, железен оксид, който се образува при окислението на желязо или стомана с кислород в присъствието на вода или атмосферна влага. Ръждата се състои от хидратиран железен(III) оксид (Fe2O3·nH2O), който ѝ придава характерния червеникав цвят, и железен(III) оксид-хидроксид (FeO(OH), Fe(OH)3), който е отговорен за жълтия ѝ оттенък. Ръждата има пореста структура, която за разлика от оксидирания слой на други метали като хром, алуминий или цинк, не предпазва желязото от по-нататъшно разрушаване.